# Ocotea rivularis
Ocotea rivularis là một loài thực vật thuộc họ Lauraceae. Đây là loài đặc hữu của Costa Rica.